# Демервал-Лобан

Демервал-Лобан на карте штата.

Демервал-Лобан (порт. Demerval Lobão) — муниципалитет в Бразилии, входит в штат Пиауи. Составная часть мезорегиона Северо-центральная часть штата Пиауи. Входит в экономико-статистический микрорегион Терезина. Население составляет 13 278 человек на 2010 год. Занимает площадь 216,807 км². Плотность населения — 61,24 чел./км².

## Демография
Согласно сведениям, собранным в ходе переписи 2010 г. Национальным институтом географии и статистики (IBGE), население муниципалитета составляет:
| Полное население                               | Полное население                               | Полное население                               | Полное население                               | 13 278 |
| ---------------------------------------------- | ---------------------------------------------- | ---------------------------------------------- | ---------------------------------------------- | ------ |
| в том числе:                                   | Городское население                            | 10 873                                         | Процент городского населения, %                | 81,89  |
|                                                | Сельское население                             | 2405                                           | Процент сельского населения, %                 | 18,11  |
|                                                | Мужское население                              | 6477                                           | Процент мужского населения, %                  | 48,78  |
|                                                | Женское население                              | 6801                                           | Процент женского населения, %                  | 51,22  |
| Плотность населения, чел/км²                   | Плотность населения, чел/км²                   | Плотность населения, чел/км²                   | Плотность населения, чел/км²                   | 61,24  |
| Население муниципалитета в % к населению штата | Население муниципалитета в % к населению штата | Население муниципалитета в % к населению штата | Население муниципалитета в % к населению штата | 0,43   |

По данным оценки 2016 года, население муниципалитета составляет 13 552 жителя.

## Статистика
- Валовой внутренний продукт на 2003 год составляет 16 435 858,00 реалов (данные: Бразильский институт географии и статистики).
- Валовой внутренний продукт на душу населения на 2003 год составляет 1236,80 реалов (данные: Бразильский институт географии и статистики).
- Индекс развития человеческого потенциала на 2000 год составляет 0,631 (данные: Программа развития ООН).